# Katowice Podlesie
Katowice Podlesie – przystanek kolejowy w Katowicach Podlesiu, w województwie śląskim, w Polsce. Przystanek obsługuje połączenia Szybkiej Kolei Regionalnej.

## Ruch pasażerski
| Rok  | Wymiana pasażerska na dobę |
| ---- | -------------------------- |
| 2017 | 300-499                    |
| 2022 | 700-999                    |

## Historia
W 1910 roku oddano do eksploatacji linię kolejową z Ligoty przez Podlesie do Tychów. Początkowo jeździły tu tylko lekkie pociągi towarowe, ponieważ uważano, że nasypy na byłych stawach są nieustabilizowane. W 1912 roku dokończono budowę kamiennego mostu nad rzeką Mleczną. Przystanek kolejowy został wybudowany poza zabudową, na granicy Podlesia i Zarzecza i został otwarty 15 maja 1927 roku. Budynek stacyjny wybudowano na koszt gminy za 52 000 złotych. Budynek dworcowy został zdetonowany przez uciekające wojska niemieckie w styczniu 1945 roku. Po wojnie poczekalnia i całodobowa kasa biletowa mieściła się w drewnianym baraku od strony ulicy.